# Иганга (округ)
Иганга (англ. Iganga District) — район на востоке Уганды. Входит в состав Восточной области. Административный центр — город Иганга.

## Расположение
Район Иганга граничит с районом Калиро на севере, районом Намутумба на северо-востоке, районом Бугири на востоке, районом Маюге на юге, районом Джинджа на юго-западе и районом Луука на западе.

## Население
В 1991 году национальная перепись населения оценила численность населения округа примерно в 235 300 человек. Общая перепись населения 2002 года оценила население района примерно в 335 500 человек. Годовой прирост населения в районе оценивается в 3,5 %. В 2012 году численность населения района Иганга составляла примерно 499 600 человек. В районе Иганга самая высокая доля мусульман в Уганде. Основное занятие населения — сельское хозяйство.